# Regina (рід змій)
Regina — рід змій родини полозових (Colubridae). Представники цього роду мешкають в Північній Америці.

## Види
Рід Regina нараховує 2 види:
- Regina grahamii Baird & Girard, 1853
- Regina septemvittata (Say, 1825)

## Етимологія
Наукова назва роду Regina походить від слова лат. regina — королева.